# 約翰·圭德蒂
約翰·阿尔贝托·圭德蒂（瑞典語：John Alberto Guidetti；1992年4月15日—）是一位瑞典足球運動員。在場上的位置是前鋒。現效力瑞典足球超级联赛球隊AIK。他也代表瑞典U21國家足球隊和瑞典國家足球隊參賽。

## 生平
2008年，年僅16歲便於瑞典球會布洛马波卡纳展開球員生涯，同年加盟英超球會曼城。不過，從未獲派在英超賽事上陣，2010年被借回布洛马波卡纳，其後先後外借般尼、飛燕諾、史篤城、些路迪。
2015年夏天，轉投西甲球隊切爾達至今。